# 덕오초등학교
덕오초등학교는 대한민국 경상남도 진주시 집현면 향양로 145 (덕오리)에 있었던 공립 초등학교이다.

## 연혁
- 1964년 11월 26일 집현국민학교 덕성분교장 인가
- 1969년 3월 1일 덕오국민학교 개교
- 1983년 3월 1일 병설유치원 인가
- 1996년 3월 1일 덕오초등학교로 명칭 변경
- 2009년 3월 1일 폐교